# Jair Céspedes
Jair Edson Céspedes Zegarra, dit Jair Céspedes, né le 22 mai 1984 à Mollendo au Pérou, est un footballeur international péruvien, qui évolue au poste de défenseur.

## Biographie

### Carrière en club
Jair Céspedes dispute deux matchs en Coupe de l'UEFA, 30 matchs en Copa Libertadores et 12 matchs en Copa Sudamericana.

### Carrière internationale
Jair Céspedes compte neuf sélections avec l'équipe du Pérou entre 2007 et 2016. 
Il est convoqué pour la première fois en équipe nationale par le sélectionneur Julio César Uribe, pour un match amical contre le Japon le 24 mars 2007, rencontre qui se solde par une défaite 3-0 des Péruviens.
Avec son pays, il s'est hissé à la 3e place lors de la Copa América de 2015 au Chili, derrière l'équipe du pays hôte et l'Argentine. Également convoqué en 2007 et 2016, le Pérou atteint les quarts de finale à chaque fois.

## Palmarès
| Alianza Lima - Championnat du Pérou (1) : - Champion : 2003. |  | Universidad San Martín - Championnat du Pérou (1) : - Champion : 2008. |  | Sporting Cristal - Championnat du Pérou (2) : - Champion : 2016 et 2018. |